# Spionskandalen i formel 1 2007
Spionskandalen i formel 1 (även kallad Stepneygate eller Spygate), är en händelse som skakat om formel 1. Sidans uppgifter är framförallt hämtade ifrån Autosport.com (Världens största veckotidning om motorsport.)

## Bakgrund
Ingenjören Nigel Stepney i Ferrari läckte uppgifter till chefsdesignern Mike Coughlan i McLaren. Det var 780 sidor om Ferraris design, inställningar och strategier. Det upptäcktes och spreds och den 3 juli 2007 sparkades Stepney från Ferrari, medan Coughlan stängdes av senare under den veckan. McLaren frikändes i FIA:s domstol den 26 juli, trots att FIA noterade att regelbrott begåtts. Ferrari överklagade till appellationsdomstolen, men ett par veckor innan överklagandet skulle tas upp kom det fram nya bevis. En mejlkonversation mellan 2005 och 2006 års världsmästare Fernando Alonso och McLarens testförare Pedro de la Rosa avslöjade att man skickat hjulupphängningsinställningar. 
Alonso vittnade sedan för FIA den 7 september och fallet gick till grunddomstolen den 13 september. McLarens stallchef Ron Dennis riskerar åtal i civildomstol i Italien, vilket vissa andra McLarendirektörer, Stepney och Coughlan riskerar.

## Domslut
McLaren ansågs skyldiga och fick som straff 100 miljoner dollar i böter samt fråntogs samtliga sina konstruktörspoäng som man då var i ledningen med och uteslöts från konstruktörsmästerskapet i formel 1-VM 2007. McLaren valde att acceptera sitt straff och överklagade inte.